# Asch-Schaukānī
Muhammad ibn ʿAlī asch-Schaukānī (arabisch محمد بن علي الشوكاني, DMG Muḥammad ibn ʿAlī aš-Šaukānī; geb. 12. Juli 1760 in Hidschrat Schaukān, gest. 1834 in Sanaa) war ein islamischer Gelehrter des Jemen, der von 1795 bis 1834 oberster Qādī im zaiditischen Imamat der Qāsimiden war und wegen seiner Befürwortung des Idschtihād und Ablehnung des Taqlīd als Vorläufer des islamischen Modernismus betrachtet wird. Raschīd Ridā betrachtete ihn als den Erneuerer des 12. islamischen Jahrhunderts.

## Leben
Asch-Schaukānī wurde in Hidschrat Schaukān, eine Tagesreise südöstlich von Sanaa, geboren. Seine Familie gehörte dem Stand der Qudāt an und befolgte die Hādawīya, eine von dem Imam al-Hādī ilā l-Haqq Yahyā ibn al-Husain (gest. 911) innerhalb der zaiditischen Schia gegründete Rechtsschule. Schaukānī, der zunächst bei seinem Vater lernte, befolgte diese Rechtsschule anfangs ebenfalls, besuchte dann aber in Sanaa den Unterricht eines Gelehrten, der sich an keine Rechtsschule gebunden fühlte und als Mudschtahid galt, ʿAbd al-Qādir al-Kaukabānī (gest. 1792). Unter seinem Einfluss löste sich asch-Schaukānīs Bindung an die Hādawīya.
Um 1780 begann asch-Schaukānī, selbst Rechtsgutachten zu erteilen, wobei diejenigen, die sich an ihn wandten, vor allem Schafiiten aus der Tihama waren. Um 1790 gelangte er zu der Auffassung, dass die Befolgung einer Rechtsschule generell abzulehnen sei, und bezeichnete sich fortan selbst als „ungebundenen Mudschtahid“ (muǧtahid muṭlaq). Daneben war asch-Schaukānī als Lehrer tätig. Wie er selbst in seiner Autobiographie schreibt, gab er täglich Unterricht in 13 verschiedenen Disziplinen, darunter Tafsīr, Usūl al-fiqh, Rhetorik (maʿānī wa-bayān), arabische Grammatik (naḥw) und Fiqh.
1795 berief ihn al-Mansūr bi-Llāh, der qāsimidische Imam des Jemen, zum obersten Kadi des Landes. In dieser Eigenschaft war er für die Bestellung und Aufsicht der gesamten Kadis im Herrschaftsgebiet des Imams zuständig. Außerdem fungierte er als der Sekretär des Imams und korrespondierte in seinem Namen zwischen 1807 und 1813 mit den Führern des ersten saudischen Staats.

## Werke
Insgesamt werden asch-Schaukānī 250 Werke zugeschrieben. Besonders bekannt sind die folgenden:
- ad-Durr al-naḍīd fi iḫlāṣ kalimat at-tauḥīd: „Die ebenmäßigen Perlen über den vorbehaltlosen Glauben an das Wort der Einheit Gottes“, eine Abhandlung über Tauhīd und Schirk.[5] Die 1414h (= 1994 n. Chr.) von Dār Ibn-Huzaima veröffentlichte Druckausgabe ist hier als Digitalisat abrufbar.
- al-Badr aṭ-ṭāliʿ bi-maḥāsin man baʿd al-qarn as-sābiʿ, Sammlung von Biographien von Herrschern und Gelehrten nach dem 7. islamischen Jahrhundert (= 13. Jahrhundert u. Z.). Die Standardausgabe (Kairo: Maṭbaʿat as-Saʿāda 1929) umfasst zwei Bände und enthält im zweiten Band (S. 214–225) eine Autobiographie.
- al-Durar al-bahīya fī l-masāʾil al-fiqhīya, Abhandlung über verschiedene Rechtsfragen. Sie wurde 1881 von Siddīq Hasan Chān unter dem Titel al-Fathḥ al-muġīṯ bi-fiqh al-ḥadīṯ ins Urdu übersetzt.[6]
- Fatḥ al-qadīr, 1814 vollendeter Korankommentar, der in modernen Ausgaben fünf Bände umfasst.
- Iršād al-fuḥūl ilā taḥqīq al-ḥaqq min ʿilm al-uṣūl, Abhandlung zu den Usūl al-fiqh.
- Nail al-auṭār min asrār Muntaqā al-aḫbār, 1795 abgefasster Kommentar zu der von Ibn Taimīya zusammengestellten Hadith-Sammlung al-Muntaqā min aḫbār al-Muṣṭafā in acht Bänden.
- al-Qaul al-mufīd fī adillat al-iǧtihād wa-t-taqlīd, Abhandlung über Idschtihād und Taqlīd", in der er argumentiert, dass es nicht notwendig sei, den Auffassungen einer der islamischen Rechtsschulen zu folgen. Digitalisat der Ausgabe Kairo 1347h